# Roudná
Roudná település Csehországban, a Tábori járásban. Roudná Košice, Klenovice, Skalice, Sedlečko u Soběslavě és Myslkovice településekkel határos. Lakosainak száma 582 fő (2024. január 1.).

## Népesség
A település lakosságának változását az alábbi diagram mutatja:
| Lakosok száma | 548  | 393  | 360  | 533  | 503  | 514  | 531  | 550  | 547  | 582  |
|               | 1869 | 1900 | 1921 | 1961 | 1980 | 2011 | 2016 | 2019 | 2021 | 2024 |